# بيتن ليست (ممثلة مواليد 1986)
بيتن ليست (بالإنجليزية: Peyton List)‏ (8 أغسطس 1986)، ممثلة أمريكية ولدت في بوسطن، ماساتشوستس، الولايات المتحدة الأمريكية بدأت التمثيل عام 2000.

## روابط خارجية
- بيتن ليست على موقع IMDb (الإنجليزية)
- بيتن ليست على موقع ميتاكريتيك (الإنجليزية)
- بيتن ليست على موقع روتن توميتوز (الإنجليزية)
- بيتن ليست على موقع ألو سيني (الفرنسية)
- بيتن ليست على موقع تيرنر كلاسيك موفيز (الإنجليزية)
- بيتن ليست على موقع أول موفي (الإنجليزية)
- بيتن ليست على موقع قاعدة بيانات الفيلم (الإنجليزية)
- بيتن ليست على موقع كينوبويسك (الروسية)